# ASK Brocēni Riga
Le ASK Brocēni Riga (en letton : ASK Brocēni Rīga) était un club letton de basket-ball issu de la ville de Riga. Le club appartenait à la plus haute division du championnat letton.

## Palmarès
- Champion de Lettonie : 1992, 1993, 1994, 1995, 1996, 1997, 1998, 1999